# Eja Tengström
Eja Netty Johanna Tengström, född von Hertzen 1887, var en finländsk skådespelare.
Tengström var dotter till överstelöjtnanten Magnus von Hertzen och Alexandra Johanna von Troil. Hon var gift med teaterchefen Oscar Tengström från 1915. Tengström tilldelades 1954 Pro Finlandia-medaljen.

## Filmografi[2]
- Kyllä kaikki selviää, 1926
- Dollari-miljoona, 1942
- Miesmalli, 1944
- Kattorna, 1964

## Teater

### Roller
| År   | Roll                   | Produktion                                                                           | Regi            | Teater                       |
| ---- | ---------------------- | ------------------------------------------------------------------------------------ | --------------- | ---------------------------- |
| 1916 | Dansare                | Violinkungen (Der Zigeunerprimas) Emmerich Kálmán, Fritz Grünbaum och Julius Wilhelm | Arthur Rehn     | Svenska Teatern, Helsingfors |
| 1927 | Brita Kajsa Ljusnar    | Hälsingar Henning Ohlsson                                                            | Rafael Stenius  | Åbo Svenska Teater           |
| 1927 | Fru Bäcklund           | Återförsäkring Ferdinand Qvist                                                       | Oscar Tengström | Åbo Svenska Teater           |
| 1927 | En tjänsteflicka       | Brännmärkt (Under værgeraadet) Christian Gjerløv                                     | Oscar Tengström | Åbo Svenska Teater           |
| 1928 | En gammal dam          | Littowska vapnet Hjalmar Procopé                                                     | Oscar Tengström | Åbo Svenska Teater           |
| 1928 | Antigone               | Antigone (Ἀντιγόνη, Antigone) Sofokles                                               | Oscar Tengström | Åbo Svenska Teater           |
| 1928 | Cora Ann Milton        | Mysteriet Milton (The Ringer) Edgar Wallace                                          | Oscar Tengström | Åbo Svenska Teater           |
| 1928 | Lillbacks hustru       | Brudstugan En resande                                                                | Oscar Tengström | Åbo Svenska Teater           |
| 1928 | Åhörare                | Hokus pokus (Hokuspokus) Curt Goetz                                                  | Oscar Tengström | Åbo Svenska Teater           |
| 1928 | Mrs. Hambury           | Livets gång (The Way Things Happen) Clemence Dane                                    | Oscar Tengström | Åbo Svenska Teater           |
| 1928 | En gammal dam          | Sprattelgubben (Der Hampelmann) Robert Stolz, Gustav Beer och Fritz Lunzer           | Rafael Stenius  | Åbo Svenska Teater           |
| 1929 | Margareta Leijonhufvud | Gustav Vasa August Strindberg                                                        | Oscar Tengström | Åbo Svenska Teater           |
| 1929 |                        | Segern Einar Holmberg                                                                |                 | Åbo Svenska Teater           |
| 1929 | Ellinor                | Sista slöjan (The Ruby of the Black Prince) Gustav Beer                              | Oscar Tengström | Åbo Svenska Teater           |
| 1929 | Anita                  | Mannen som bytte namn (The Man Who Changed His Name) Edgar Wallace                   | Oscar Tengström | Åbo Svenska Teater           |
| 1930 | Anna Karenina          | Det levande liket (Живой труп, Zivoj trup) Lev Tolstoj                               | Oscar Tengström | Åbo Svenska Teater           |
| 1930 |                        | § 193 (Storken) Thit Jensen                                                          | Oscar Tengström | Åbo Svenska Teater           |
| 1930 | Joséphine              | Napoleon ingriper (Napoleon greift ein) Walter Hasenclever                           | Oscar Tengström | Åbo Svenska Teater           |
| 1931 | Ernst Sandor, advokat  | Fyra herrar i frack László Lakatos                                                   | Oscar Tengström | Åbo Svenska Teater           |
| 1931 | Mrs Midget             | Till främmande hamn (Outward Bound) Sutton Vane                                      | Oscar Tengström | Åbo Svenska Teater           |
| 1931 |                        | Reservoarpennan (Töltőtoll) Ladislaus Fodor                                          | Oscar Tengström | Åbo Svenska Teater           |
| 1931 | Maria                  | Galgmannen Runar Schildt                                                             | Oscar Tengström | Åbo Svenska Teater           |
| 1931 | Celeste, kokott        | En herre i frack (The Man in Dress Clothes) Seymour Hicks                            | Oscar Tengström | Åbo Svenska Teater           |
| 1932 | Wera Siethoff          | Svarta pärlor (Die Perlenkomödie) Bruno Frank                                        | Oscar Tengström | Åbo Svenska Teater           |
| 1932 | Annika                 | Värmlänningarna Fredrik August Dahlgren och Andreas Randel                           |                 | Åbo Svenska Teater           |
| 1932 | Fru Gregory            | Mr Wu Harry M. Vernon och Harald Owen                                                | Oscar Tengström | Åbo Svenska Teater           |
| 1940 | Fru Miller             | Mysteriet Sanderby (The Man Who Changed His Name) Edgar Wallace                      | Oscar Tengström | Lilla Teatern, Helsingfors   |
| 1941 | Marta Boman            | Swedenhielms Hjalmar Bergman                                                         | Annie Sundman   | Lilla Teatern, Helsingfors   |